# Brucknerallee 179 (Mönchengladbach)

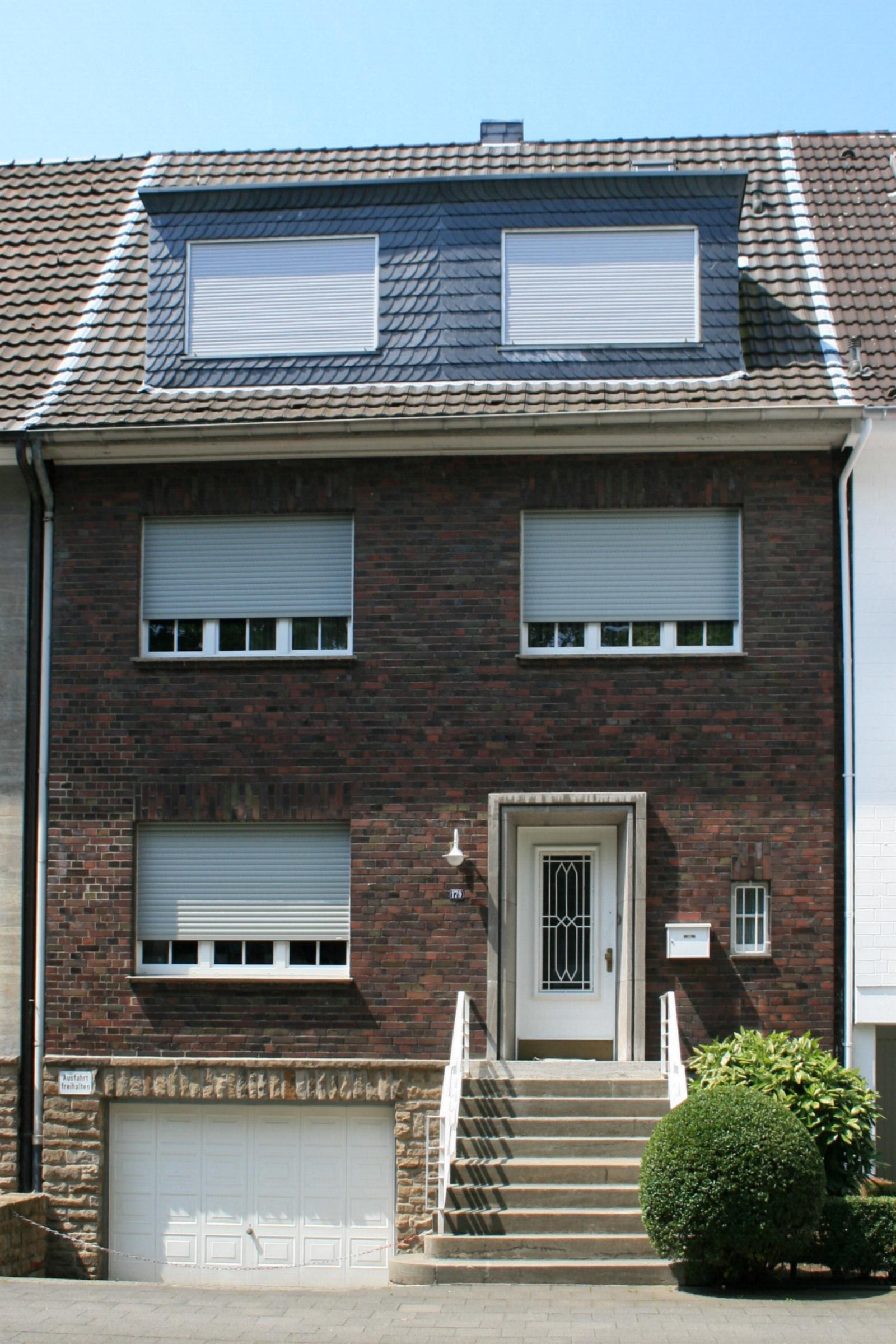
Wohnhaus (2010)

Das Wohnhaus Brucknerallee 179 steht im Stadtteil Grenzlandstadion in Mönchengladbach (Nordrhein-Westfalen).
Das Gebäude wurde 1933/347 erbaut. Es ist unter Nr. B 116 am 2. März 1989 in die Denkmalliste der Stadt Mönchengladbach eingetragen worden.

## Architektur
Im nördlichen Teilstück der Brucknerallee bilden die Häuser Nr. 171–179, die zwischen den Jahren 1934 und 1937 errichtet worden sind, eine geschlossene Reihe von traufständig angeordneten, gleichartigen Einfamilienhäusern.
Das Haus Nr. 179 wurde 1933/1934 gleichzeitig mit Haus Nr. 177 als zweigeschossiges und zweiachsiges Reihenhaus mit einer Garage im Kellergeschoss errichtet. Das traufenständige Objekt ist mit einem Satteldach gedeckt, der Aufriss der Fassade entspricht spiegelbildlich dem Nachbarhaus Nr. 177.